# Кампофјорито
Кампофјорито (итал. Campofiorito) је насеље у Италији у округу Палермо, региону Сицилија.
Према процени из 2011. у насељу је живело 1232 становника. Насеље се налази на надморској висини од 662 м.

## Становништво
| 1931. | 1936. | 1951. | 1961. | 1971. | 1981. | 1991. | 2001. | 2011. |
| ----- | ----- | ----- | ----- | ----- | ----- | ----- | ----- | ----- |
| 1.773 | 1.955 | 2.225 | 1.776 | 1.515 | 1.747 | 1.564 | 1.401 | 1.332 |